# Френсіс Ебехер

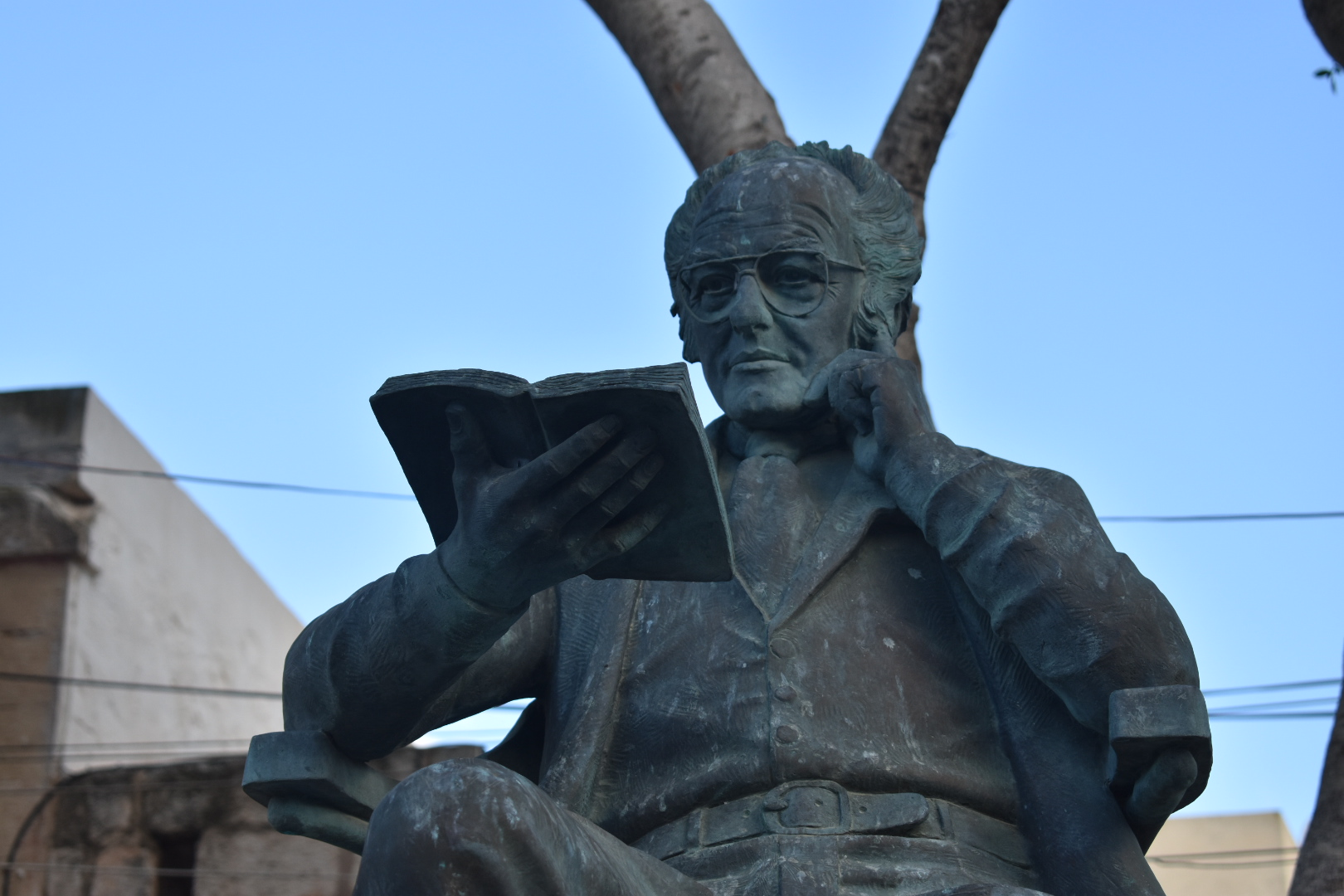
Пам'ятник Френсісу Ебейеру в Дінглі

Френсіс Ебехер (28 серпня 1925, Дінглі — 10 червня 1993, Сент-Джуліан) — мальтійський драматург і прозаїк.

## Біографія
Френсіс Ебехер народився 28 серпня 1925 року в Дінглі. Він вивчав медицину в Мальтійському університеті в 1942—1943 рр. Працював англо-італійським перекладачем у 8-й армії британських військ у Триполітанії, Північна Африка (1943–44). Після війни працював учителем в Англії. Після закінчення Навчального коледжу Святої Марії, Твікенхем (1948–50), Ебехер був призначений головним учителем початкової школи на Мальті, займаючи цю посаду до 1977 року.
У 1961 році Ебехер став співробітником Англійського центру міжнародного ПЕН. З 1961 по 1962 рік він став стипендіатом Фулбрайта (США). Був членом Академії мальтійських письменників.
Френсіс Ебейер був батьком мальтійського художника Даміана Ебейера

## Творчий шлях
Ебехер написав сім повнометражних романів англійською мовою та один мальтійською мовою, всі опубліковані. Останній його роман «Мальтійський барон і я, Люсіан» був опублікований у 2002 році, через дев'ять років після смерті автора. Серед інших романів Ебехера — «Вінок з мальтійських невинних» (1958), «Дикі заклинання літа» (1968), «В оці сонця» (1969), «Знову навесні: Реквієм для мальтійського фашиста» (1980) та «Мальтійський стрибок» Дельфіни (1982). Кілька студентів університетів написали кандидатські та докторські дисертації англійською мовою за книгами Ебехера.
Ебехер був провідним мальтійським драматургом другої половини 20 століття, написав понад п'ятдесят п'єс, більшість мальтійською мовою для сцени, телебачення і радіо. У 1950 — х роках він писав в основному для радіо, у шестидесятих і семдесятих переважно писав драматичні твори. Його три великі твори — «Літні канікули» (1962), «Бульвар» (1964) та «Менц» (1967) мали великий успіх.
П'єса «ЛІтні канікули» у трьох актах — одна з найвідоміших його драм, була перекладена французькою, італійською та німецькою мовами та опублікована відповідно у Франції, Італії та Мальті. ДрамаМенц поставлена в Іспанії, Токіо та Венеції.
Ебехер багато експериментував з театром. Він експериментує з ідеєю абсурду, використовуючи мову, щоб зруйнувати стійкість традиції. Він обговорює корисність індивідуальної свободи в соціальній системі, яка нав'язує жорсткість. Вважає, що людина повинна шукати внутрішній мир у межах власного досвіду та зрілості. Ебехер ставить минуле в протистояння з сучасним, щоб розкрити роботу індивідуальної совісті та використовує техніку «гра в рамках гри», щоб зберегти зв'язок з реальністю.

## Нагороди
За літературні твори Ебехер отримав багато премій та звань на Мальті та за кордоном. Він чотири рази отримував Мальтійську літературну премію, Культурний трофей Фінікії та Премію Чейні. У 1985 році муніципалітет та університет французького міста Авіньйон нагородили його «Медаллю д'Оннер де ла Віль д'Авіньон» як визнання внеску в літературу та театр.